# Población Santa Elvira
El Barrio Santa Elvira o Población Santa Elvira, es el nombre que recibe un sector residencial de la ciudad chilena de Chillán. Está delimitada por la Avenida Ecuador por el sur, la avenida Francia por el poniente, calle Diego de Almagro por el norte y Avenida Vicente Méndez por el oriente.
Actualmente, el sector posee un carácter patrimonial y cultural, dado a la conservación de muchas de sus viviendas de adobe, creadas después del terremoto de 1835, como también al empoderamiento de sus residentes de sus recursos geográficos.

## Historia

### Antecedentes
Los primeros asentamientos datan después de 1835, tras el trazado de la Cuarta fundación de Chillán. Sus límites no estaban claros, sin embargo, la avenida Vicente Méndez y el callejón Ñuble Rupanco, son puntos de referencia existentes en la época. Las escrituras municipales apuntan que la antigüedad de algunas propiedades son de 1837, y en un plano de la ciudad de Chillán, la avenida Francia aparece como acceso norte a la ciudad, correspondiendo al camino que unía a la ciudad con San Carlos. Sus primeras viviendas fueron creadas con tierra, madera, adobe y/o quincha.
El nombre "Santa Elvira" no está claro, sin embargo, todas las leyendas urbanas apuntan a la existencia de un matrimonio, donde una mujer llamada Elvira es protagonista. Una versión apunta a que debe su nombre a la llegada de una mujer al barrio, un día 25 de enero, cuyo onomástico corresponde a Santa Elvira. Una segunda versión apunta a que era una mujer dueña del fundo Badilo y que el sector de Santa Elvira era denominado Monte Badilo. Una tercera versión apunta a que el esposo, un hombre de apellido Riffo, fue atropellado por el tren del Ramal Chillán-Recinto, del cual su esposa al quedar viuda, cede sus tierras a los nuevos habitantes. Como agradecimiento, los pobladores bautizan el sector como Santa Elvira. Muchos de los primeros pobladores eran originarios de Portezuelo, Parral, San Nicolás, Coihueco y San Carlos y sus casas eran hechas de adobe y restos de árboles.
El barrio es atravesado por el Canal de la Luz, lugar que durante el siglo XIX hasta mediados del siglo XX, era utilizado por mujeres como lavandería, esto se vio reflejado en obras pictóricas de Oscar Jara Riquelme y Mauricio Rugendas. Posteriormente al Terremoto de Chillán de 1939, el canal que cruza el barrio fue usada para salvar las vidas de los sobrevivientes, y abastecimiento para la ciudad. Asimismo, fue utilizado como punto de recreación, como también de generador de movimiento para el molino de la planta eléctrica adyacente al barrio que funcionó hasta la década de 1960, de la cual proviene además, el nombre de la vertiente.

### Desarrollo local

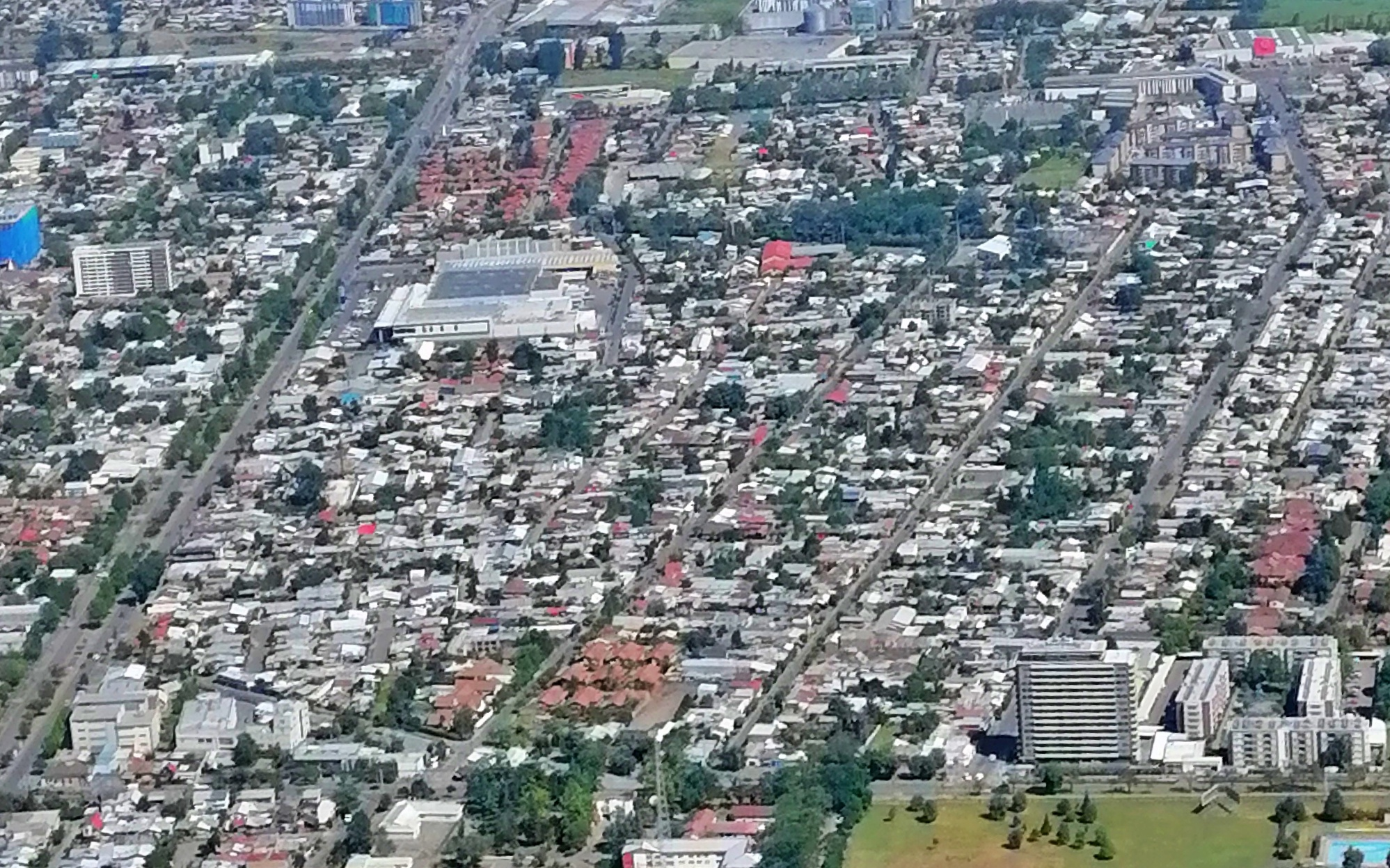
Vista aérea de la población

En 1949 es creada la Escuela Palestina, bajo el nombre de Escuela N°44. Al año siguiente se instala el primer equipo deportivo del sector, el Club Deportivo Juniors. El año 1957, es desmantelado el Ramal Chillán-Recinto y consigo, la estación Santa Elvira, y además, es creada la Escuela Quilamapu. Para 1961 se crea el Club Deportivo San Martín, cual posteriormente sería trasladado a la naciente Población Arturo Prat. Ya en 1963 se construye el primer puente de concreto sobre el Canal de la Luz, y en la misma década de 1960, la instalación de alcantarillado. En 1966 se instala la junta de vecinos.
Durante el gobierno de Salvador Allende, se inicia el proceso de pavimentación de calles, cual finalizaría en 2005. Asimismo, en el lado norte de Santa Elvira, surge una toma de terreno con el nombre del presidente, cual posteriormente sería conocida como Población Arturo Prat. Posteriormente, en 1978, en plena dictadura militar, resalta la desaparición de Celindo Catalán Acuña, quien fuera residente del barrio.
Para 2006 es creado un centro de salud en el sector. En 2014 los vecinos derribaron un muro que cerraba el acceso al cauce del arroyo durante sus celebraciones de aniversario. Este muro se había instalado debido a un niño que murió ahogado en el cauce, sin embargo, predominó el carácter patrimonial para su posterior intervención y recuperación, bajo la supervisión de la Unidad de Patrimonio de la Municipalidad de Chillán y la Fundación Proyecta Memoria.
Tras la recolección de información del Ministerio de Obras Públicas para realizar el Inventario Nacional de Patrimonio Inmueble de Chile, se constató que los lugares patrimoniales que destacaban eran el Canal de la Luz, la Capilla Santa Clara de Asís, el Restaurante Onde'l Pala, la Escuela Palestina y el Lavadero Histórico de calle República.